# Chelonarium sinuaticolle
Chelonarium sinuaticolle is een keversoort uit de familie Chelonariidae. De wetenschappelijke naam van de soort is voor het eerst geldig gepubliceerd in 1927 door Pic.